# Совська Пронька
Ландшафтний заказник місцевого значення «Совська Пронька» створений рішенням Київради № 5594/5635 від 10.11.2022 р..

## Опис

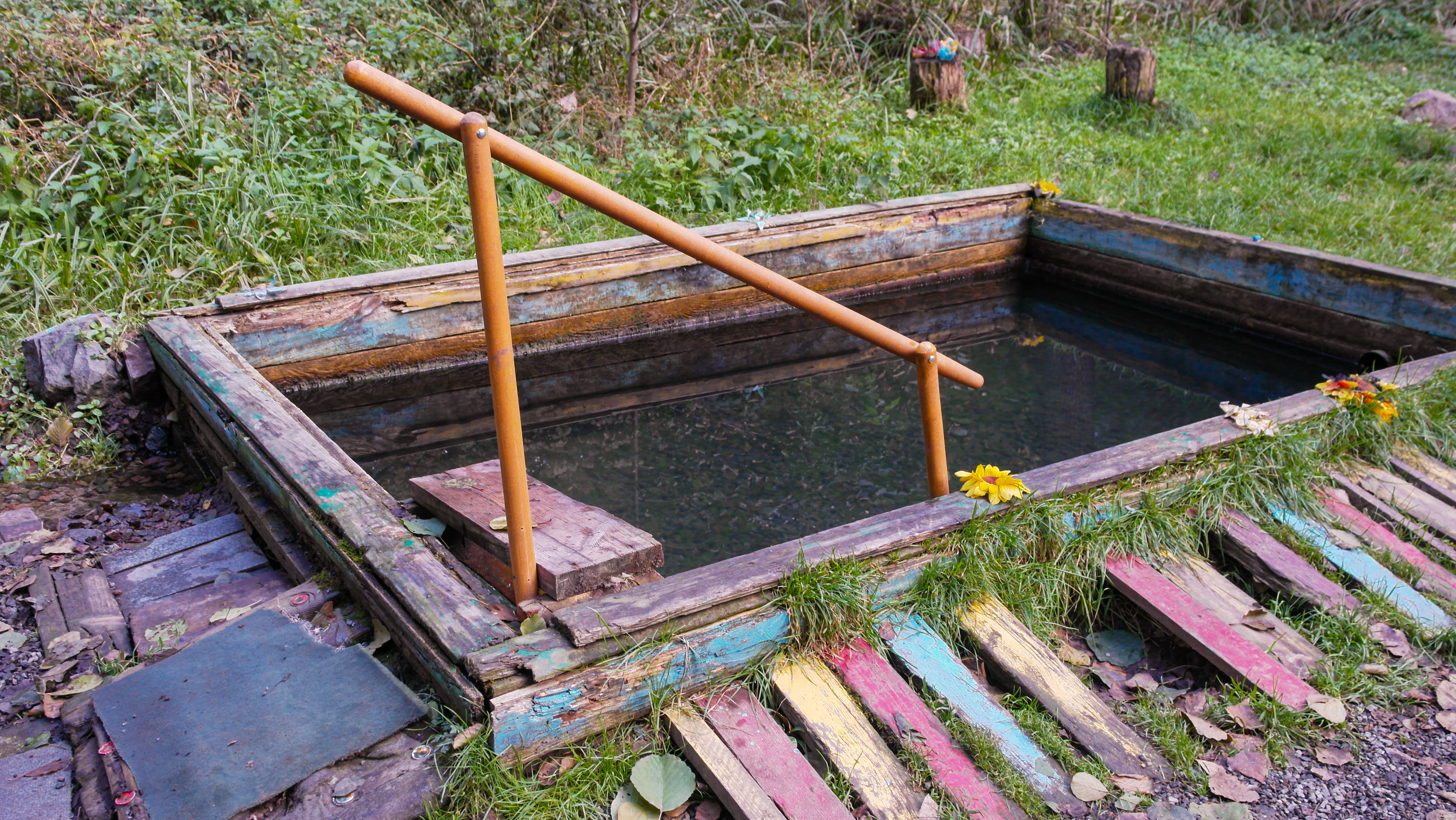
Совська Пронька

Заповідною оголошено територію між вулицями Колосковою, Крутогірною, Яблуневою, Сигнальною та Яблуневим провулком. Метою є збереження лісових, водних об’єктів та біотичного різноманіття як єдиного та взаємопов’язаного ландшафту, створення сприятливих умов для збереження цінних природних комплексів та угрупувань рідкісних рослин та тварин.

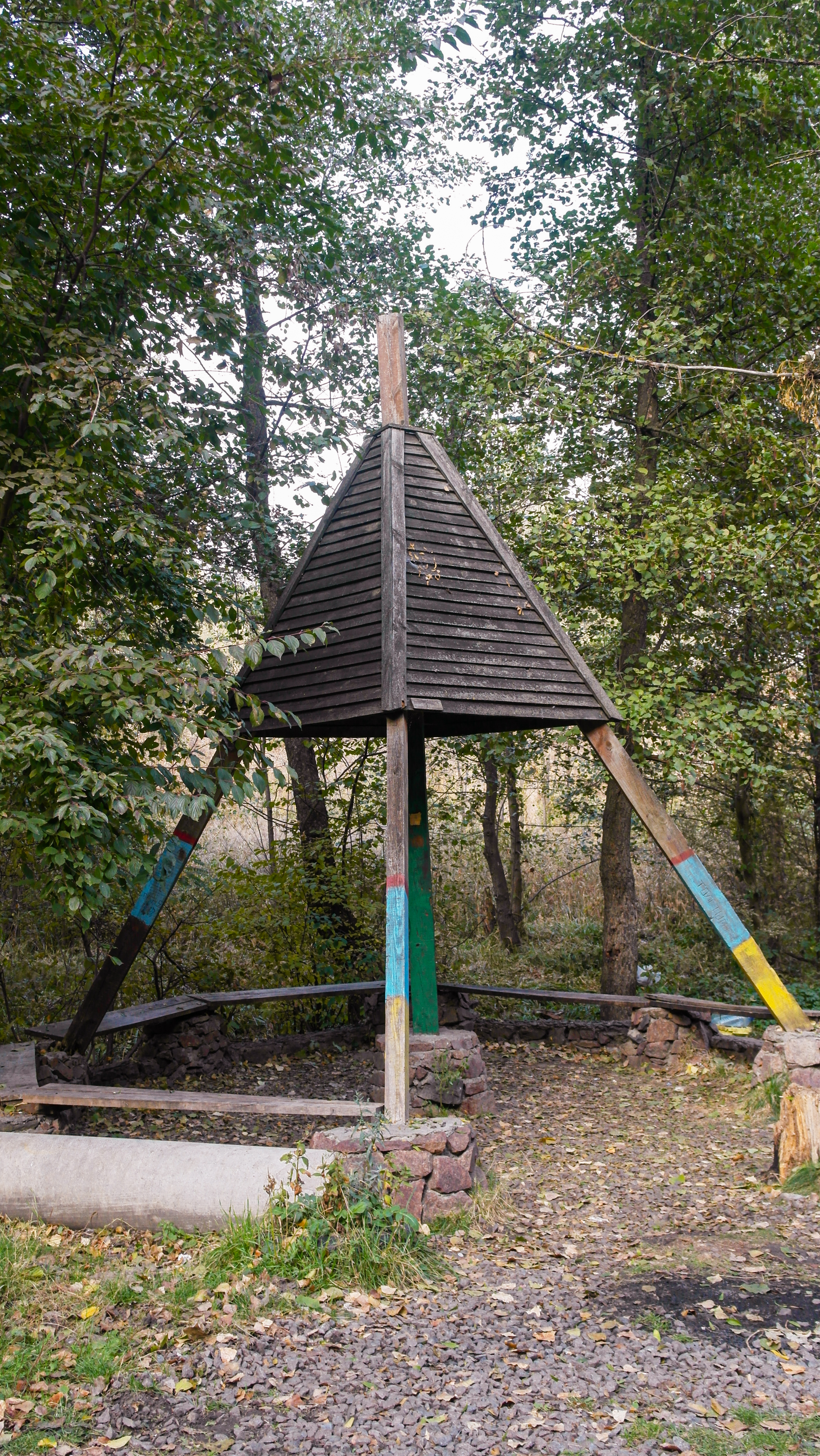
Совська Пронька

## Рослинність
Територія заказника розташована у одному із відрогів Совської балки, де протікає один із витоків річка Совка, є декілька джерел. Схили балки порослі вільхою, осикою, можна зустріти граб, клен гостролистий та робінію. Росте і багато первоцвітів, серед яких проліска дволиста і підсніжник, занесені у Червону книгу.